# Скулкілл-Гейвен (Пенсільванія)
Скулкілл-Гейвен (англ. Schuylkill Haven) — місто (англ. borough) в США, в окрузі Скайлкілл штату Пенсільванія. Населення — 5236 осіб (2020).

## Географія
Скулкілл-Гейвен розташований за координатами 40°37′42″ пн. ш. 76°10′21″ зх. д. / 40.62833° пн. ш. 76.17250° зх. д. (40.628257, -76.172496).  За даними Бюро перепису населення США в 2010 році місто мало площу 3,64 км², з яких 3,62 км² — суходіл та 0,01 км² — водойми.

## Демографія
Згідно з переписом 2010 року, у селищі мешкало 5437 осіб у 2330 домогосподарствах у складі 1417 родин. Густота населення становила 1496 осіб/км².  Було 2529 помешкань (696/км²).
Расовий склад населення:
| - 94,5 % — білих - 2,5 % — чорних або афроамериканців - 0,9 % — азіатів - 0,3 % — корінних американців |

До двох чи більше рас належало 1,3 %. Частка іспаномовних становила 2,1 % від усіх жителів.
За віковим діапазоном населення розподілялося таким чином: 23,3 % — особи молодші 18 років, 59,7 % — особи у віці 18—64 років, 17,0 % — особи у віці 65 років та старші. Медіана віку мешканця становила 40,2 року. На 100 осіб жіночої статі у селищі припадало 89,8 чоловіків;  на 100 жінок у віці від 18 років та старших — 87,8 чоловіків також старших 18 років.
Середній дохід на одне домашнє господарство  становив 57 887 доларів США (медіана — 41 721), а середній дохід на одну сім'ю — 70 660 доларів (медіана — 59 783). Медіана доходів становила 53 218 доларів для чоловіків та 30 966 доларів для жінок. За межею бідності перебувало 14,4 % осіб, у тому числі 16,9 % дітей у віці до 18 років та 8,7 % осіб у віці 65 років та старших.
Цивільне працевлаштоване населення становило 2480 осіб. Основні галузі зайнятості: освіта, охорона здоров'я та соціальна допомога — 27,2 %, виробництво — 17,2 %, роздрібна торгівля — 15,9 %.